# 4489 Dracius
4489 Dracius eller 1988 AK är en trojansk asteroid i Jupiters lagrangepunkt L4. Den upptäcktes 15 januari 1988 av den amerikanske astronomen Edward L.G. Bowell vid Anderson Mesa Station. Den är uppkallad efter Dracius i den grekiska mytologin.
Asteroiden har en diameter på ungefär 77 kilometer.